# Filippo Giuffrida Répaci
Filippo Giuffrida Répaci (Torino, 19 marzo 1964) è un giornalista italiano in Belgio.

## Carriera
Ha cominciato la sua carriera giornalistica nel 1982, come giornalista presso Radio Riviera Tre. Dal 1989 collabora con Radio One e con l'agenzia stampa Hi News. Nel 1994 Giuffrida Répaci si è trasferito a Bruxelles come corrispondente per l'agenzia L’Altra News.
Nel 2003 ha fondato l'agenzia stampa DSPRESS ed è stato nominato Redattore capo della rivista L'Incontro. Nel 2010 ha assunto la direzione del periodico mensile La Lettre B.
Direttore dell'Istituto Europeo di Studi Giuridici e di Comunicazione , dal febbraio 2019 è il corrispondente da Bruxelles dell'agenzia giornalistica 9 Colonne, diretta da Paolo Pagliaro.
Membro fondatore di ITACA  e Coordinatore del progetto ANTENOR , è direttore di RadioCOM , la prima web-radio in lingua italiana destinata alle comunità italiane all'estero
Nel 2013 ha vinto il Michel Vanderborght Award nella categoria giornalismo con la seguente motivazione: "Filippo Giuffrida riunisce in sé i due aspetti dei nostri compiti – l'antifascismo ed il buon giornalismo. Vivendo da molto tempo a Bruxelles e scrivendo dei problemi legati allo sviluppo dell'Unione europea, la sua attenzione è concentrata sui reali problemi dei cittadini, la segregazione sociale e lo sviluppo democratico. Nell'attuale contesto di crisi economica, egli riesce a porre in luce le conseguenze sociali della crisi. Quale attivista dell'Associazione Nazionale Partigiani d'Italia, ANPI, egli rappresenta poi l'antifascismo presso il Parlamento europeo e la comunità italiana in Belgio."
Nel 2020 ha vinto il Radnoty Award nella categoria giornalismo. 
È uno degli autori del libro Lettere dall'Europa  e degli editorialisti del periodico quindicinale Patria Indipendente.
Filippo Giuffrida è il pronipote dello scrittore e giornalista Leonida Rèpaci e del giornalista e politico Ottavio Pastore che fu il primo direttore de l'Unità.  Ex Presidente del Comitato Provinciale dell'ANPI del Belgio, è stato eletto Vicepresidente della FIR, Federazione Internazionale dei Resistenti.